# Claes Kugelhielm
Claes Bengtsson Kugelhielm (ursprungligen Bruzéus eller Burzaeus), född 24 augusti 1602 i Hagebyhöga församling, Östergötland, död 26 februari 1681, var en svensk överste och kommendant på Varbergs fästning.

## Biografi
Kugelhielm föddes 1602 på Hagebyhöga prästgård i Hagebyhöga församling. Han var son till kyrkoherden Benedictus Birgeri (1558-1603) och Brita Nilsdotter. Kugelhielm blev i november 1624 student vid Uppsala universitet. Han blev 1625 soldat och 1645 överste för ett regemente tyska knektar. Kugelhielm adlades 16 mars 1646 till Kugelhielm och introducerades 1649 under nummer 351. Han var från 20 oktober 1652 till 1656 kommendant på Varbergs fästning. Kugelhielm avled 1681 och begravdes 28 september samma år, tillsammans med sina tre barn i Motala kyrkas kor. I Motala kyrka sattes hans vapen upp.
Han ägde gårdarna Karlshult i Motala socken, Kvissberg i Vinnerstads socken, Jonsered och Struxsjö i Veddige socken.

### Familj
Kugelhielm gifte sig första gången 8 december 1635 i Stralsund med Brita Pedersdotter Stiernfelt till Karlshult (1615–1647). Hon var dotter till assessorn vid Jönköpings kungliga hovrätt Peder Mattsson Stiernfelt och Anna Skuthe Pehrsdotter. De fick tillsammans barnen kaptenen Peter Gustaf Kugelhielm (cirka 1636-1691) vid Östgöta infanteriregemente, Agneta Kugelhielm som var gift med major Nils Magnus Aleman, en dotter, fänriken Bengt Kugelhielm (1640-1699), Anna Catharina Kugelhielm (1641–1651), Leonard Lorentz Kugelhielm (1642–1642), Beata Kugelhielm (1644–1646), Leonard Kugelhielm (1646–1646) och Claudius Mattias Kugelhielm (1647–1647).
Kugelhielm gifte sig andra gången 1651 med Catharina Grijs (1633–1706). Hon var dotter till Arild Eriksson Grijs och Kerstin Krabbe. De fick tillsammans barnen kaptenen Berent Gustav Karl Kugelhielm (död 1703), Anna Christina Kugelhielm som var gift med kaptenlöjtnanten Axel Natt och Dag (1666-1736), Axel Kugelhielm (död 1681), Erik Kugelhielm (död 1681) och Ludvig Kugelhielm (död 1681).

### Syskon
- Jonas Bruze, kapten, ogift
- Johannes Bruzaeus (1600-1661), kyrkoherde, gift med Anna Gyllenållon (†1666)